# Tezaver
Tezáver (tudi tezávrus) je zbirka sopomenk (sinonimov), v kateri lahko najdemo besede s podobnim ali istim pomenom, včasih pa tudi protipomenke. Od slovarja se razlikuje po tem, da ne vsebuje definicij in podatkov o izgovorjavi. Prvi tovrstni slovar, Roget's Thesaurus, slovar angleških sopomenk, je izšel leta 1852. Slovenščina tezavra v knjižni obliki še nima.
V informacijski tehnologiji so tezavri baze podatkov, na področju umetne inteligence pa se jim reče tudi ontologije. 
Tezavri so opremljeni s podatki, ki nam pomagajo med sopomenkami najti najustreznejši izraz. Gesla v tezavru so lahko razvrščena tematsko ali po abecedi. Poznamo več vrst razmerij med izrazi, npr.:
- NT (Narrower Term) - ožji termin: označuje izraz, ki je bolj specifičen, njegovo nasprotje je BT (Broader Term) - širši termin
- RT (Related Term) – soroden termin: to je pomensko povezan termin, ki pa ni nujno sinonim
- razmerje med sinonimi in bližnjimi sinonimi
- razmerje med bolj ali manj uporabljenimi sinonimi.
Nekateri tezavri vsebujejo le izraze z določenega strokovnega področja. Takšen tezaver je Evropski pedagoški tezaver, ki je najpomembnejši večjezični tezaver na področju vzgoje in izobraževanja v Evropi. Za gradnjo tezavra sta odgovorna EUDISED in EURYDICE v sodelovanju s Svetom Evrope. Deskriptorji iz tezavra se uporabljajo za opis vsebine dokumentov, ki jih izdajata omenjeni organizaciji. Tezaver je v elektronski obliki dostopen na http://www.eurydice.org, slovenska različica pa na http://www.mszs.si/eurydice/scripts/tezaver1.pl Arhivirano 2008-10-21 na Wayback Machine..
Nekateri drugi slovenski tezavri v elektronski obliki:
- http://www.tezaver.si/
- http://sinonimi.si
- http://t.eslovar.com/tezaver.html%5B%5D

- program mikroBesAna je jezikovna tehnologija podjetja Amebis in je v osnovi slovenski črkovalnik, namenjen odkrivanju tipkarskih napak v besedilih, vgrajen pa ima tudi slovar sinonimov z več kot 60.000 besedami.